# کوسکو (شهر)
کوسکو یا کوزکو (اسپانیایی آمریکای لاتین: [ˈkusko]؛ کچوا: Qosqo یا Qusqu، هر دو در زبان کچوای کوسکو چنین تلفظ می‌شوند [ˈqosqɔ]) شهری در جنوب‌شرقی پرو، در نزدیکی درهٔ مقدس از رشته‌کوه‌های کوه‌های آند و رود هواتانای است. این شهر پایتخت استان و منطقهٔ همنام خود است.
این شهر تا زمان فتح پرو توسط اسپانیا در سدهٔ شانزدهم، پایتخت امپراتوری اینکا بود. در سال ۱۹۸۳، کوسکو به‌عنوان یک میراث جهانی توسط یونسکو با عنوان "شهر کوسکو" ثبت شد. این شهر به یکی از مقاصد مهم گردشگری تبدیل شده است و سالانه بیش از ۲ میلیون بازدیدکننده را میزبانی می‌کند و گذرگاهی به ویرانه‌های متعدد اینکایی همچون ماچو پیچو، و بسیاری دیگر فراهم می‌آورد. قانون اساسی پرو (۱۹۹۳) این شهر را به‌عنوان پایتخت تاریخی پرو تعیین کرده است.
کوسکو هفتمین شهر پرجمعیت پرو است؛ در سال ۲۰۱۷ جمعیتی معادل ۴۲۸٬۴۵۰ نفر داشت. همچنین این شهر بزرگ‌ترین شهر در رشته‌کوه‌های آند پرو است و این منطقه هفتمین منطقهٔ کلان‌شهری پرجمعیت پرو به‌شمار می‌رود. ارتفاع آن حدود ۳٬۴۰۰ متر (۱۱٬۲۰۰ فوت) است. بزرگ‌ترین ناحیهٔ شهر، ناحیهٔ کوسکو است که در سال ۲۰۱۷ جمعیتی معادل ۱۱۴٬۶۳۰ نفر داشت و حدود یک‌چهارم جمعیت کل شهر را تشکیل می‌داد.

## تاریخچه
از نظر اینکاها، پایتخت امپراتوری کوسکو «ناف جهان» بود، یعنی جایی که زمین، آسمان و رودها با یکدیگر تلاقی می‌کردند. کوسکو که محاط به کوه‌های مقدس و پوشیده از برف بود، ناحیه‌ای بس عظیم‌تر از یک شهر بود و تجسم اسطوره، تاریخ و هویت کیهانی اینکا و آینهٔ آسمان به شمار می‌رفت. این شهر که به دست پاچاکوتی‌ها در وسعتی پهناور بنا شده، به شکل یوزپلنگی عظیم‌الجثه نماد سلطنت اینکا بود. این شهر به دو نیمهٔ کوسکوی علیا و سفلی تقسیم شده و جایگاه پرستشگاه‌ها، بارگاه‌ها و کاخ مقابر امپراتوران گذشته بود که اجساد مومیایی آن‌ها جزوه اصلی کیش سلطنتی به شمار می‌رفت.

## نگارخانه

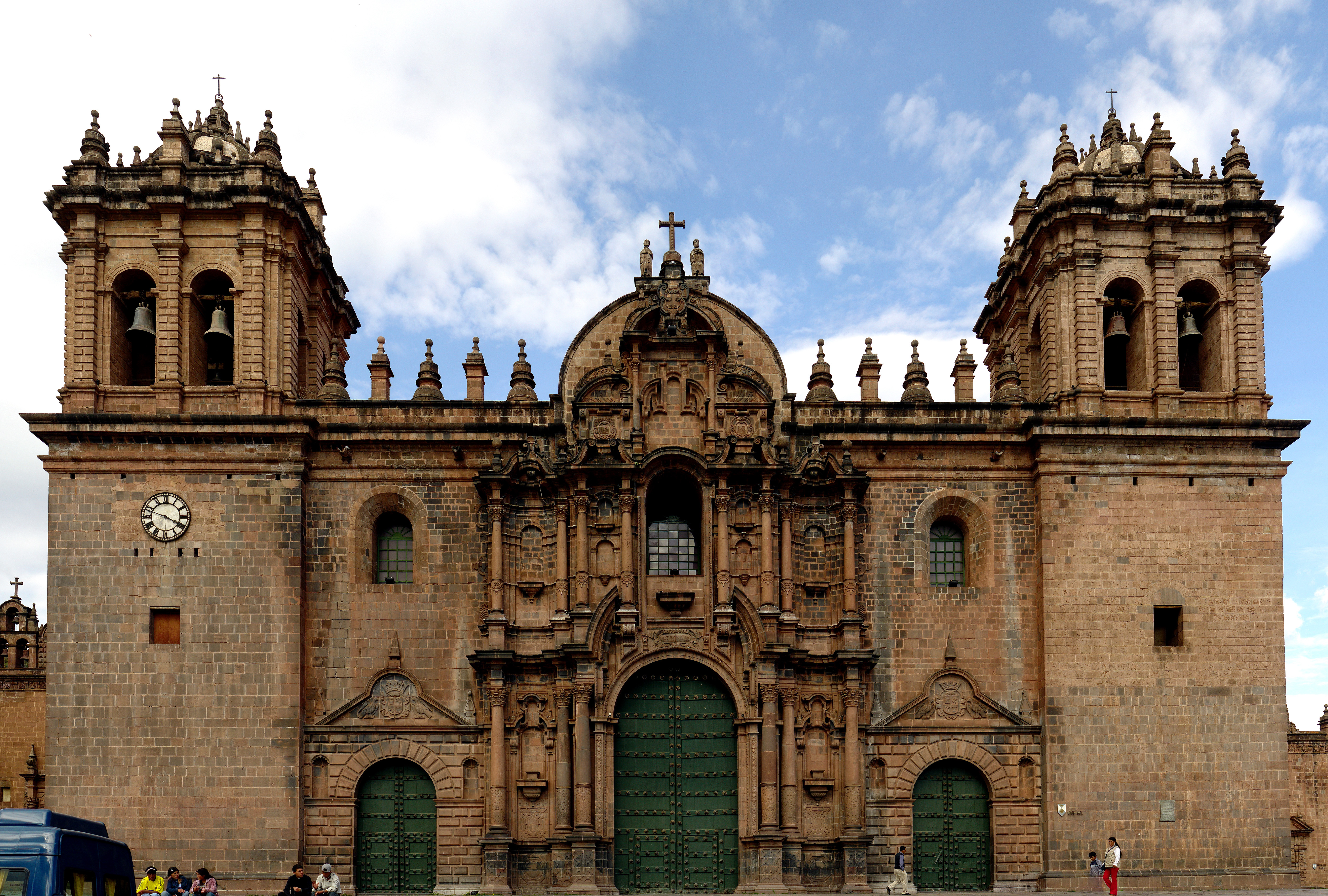
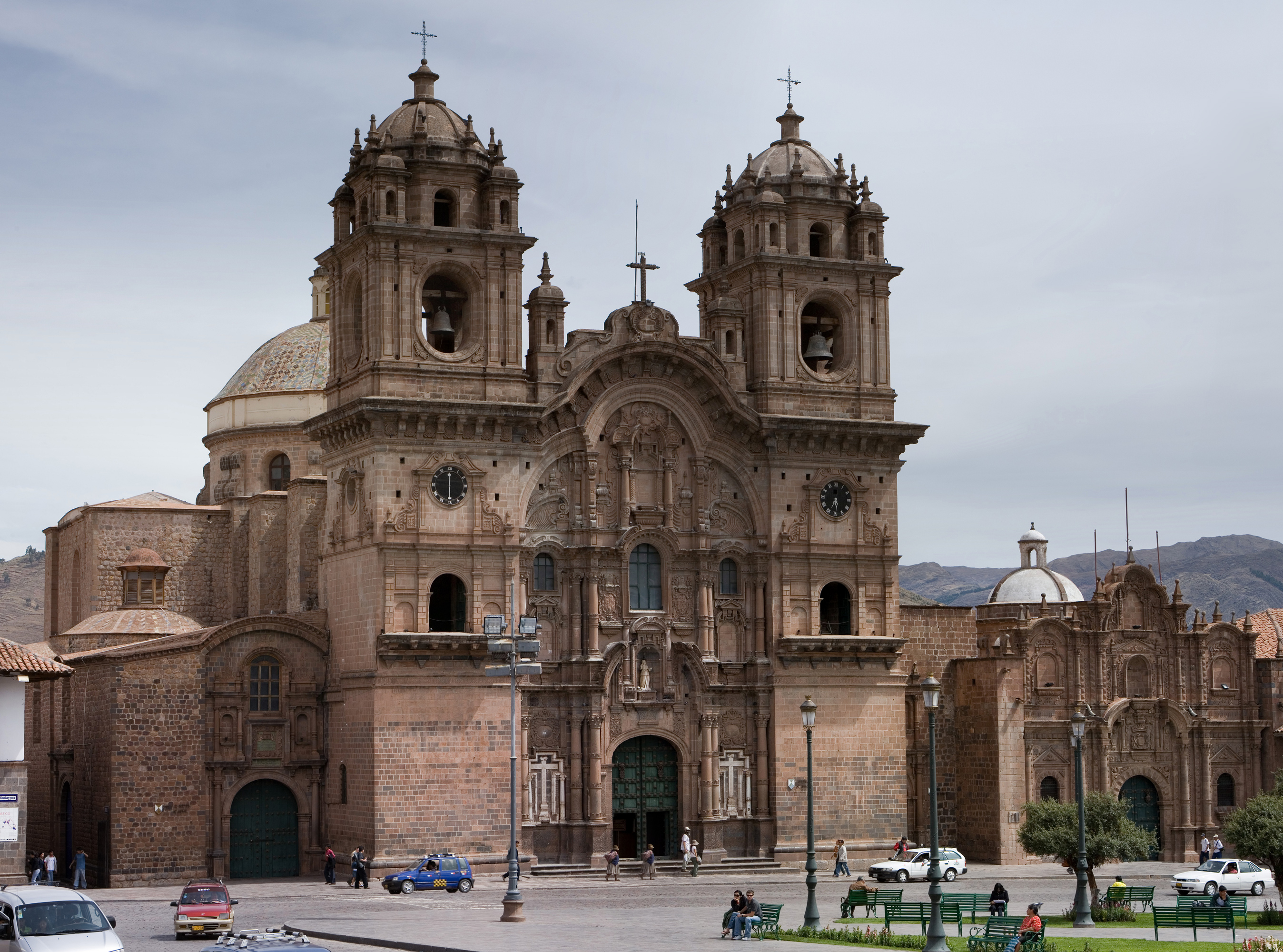
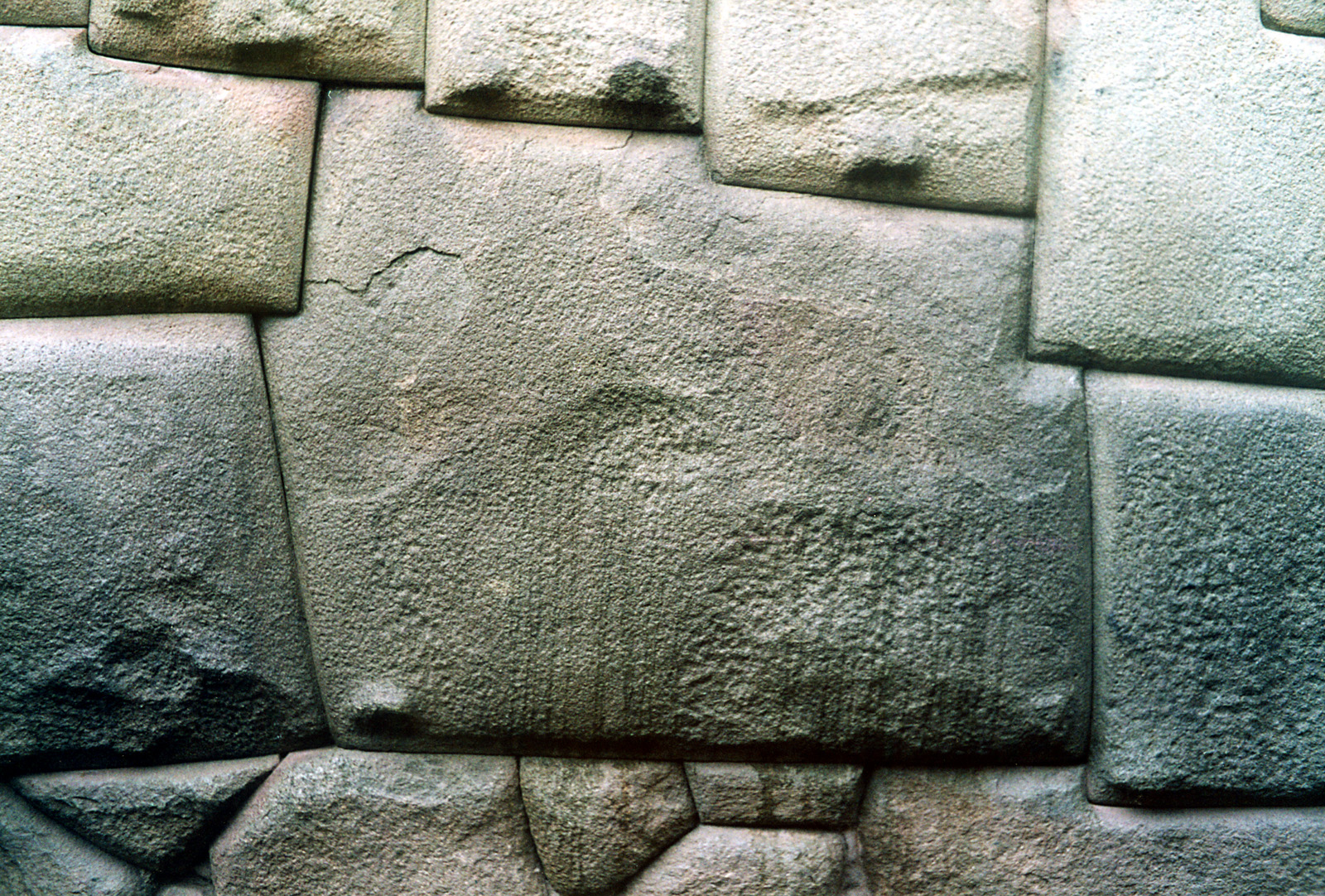
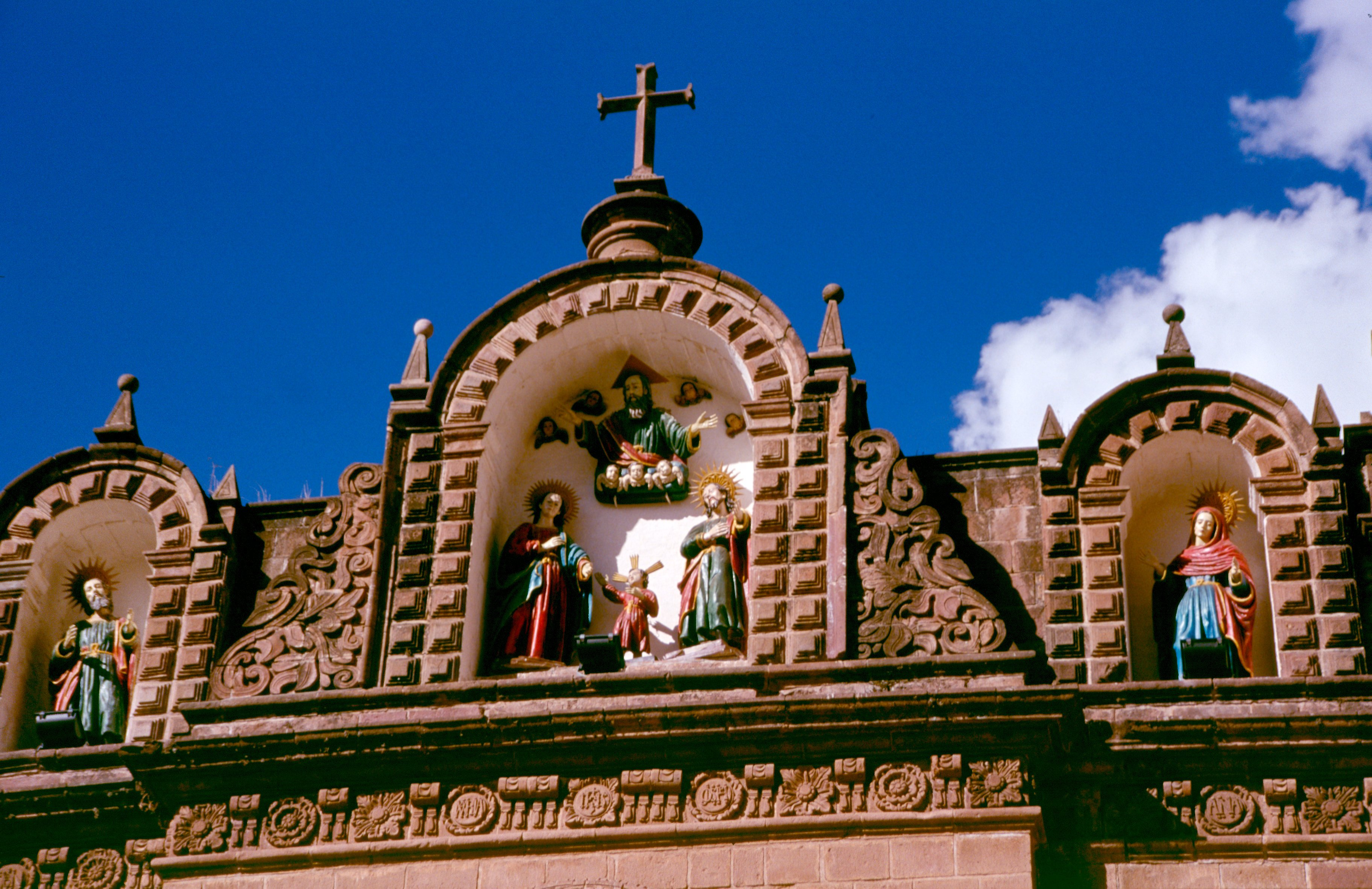
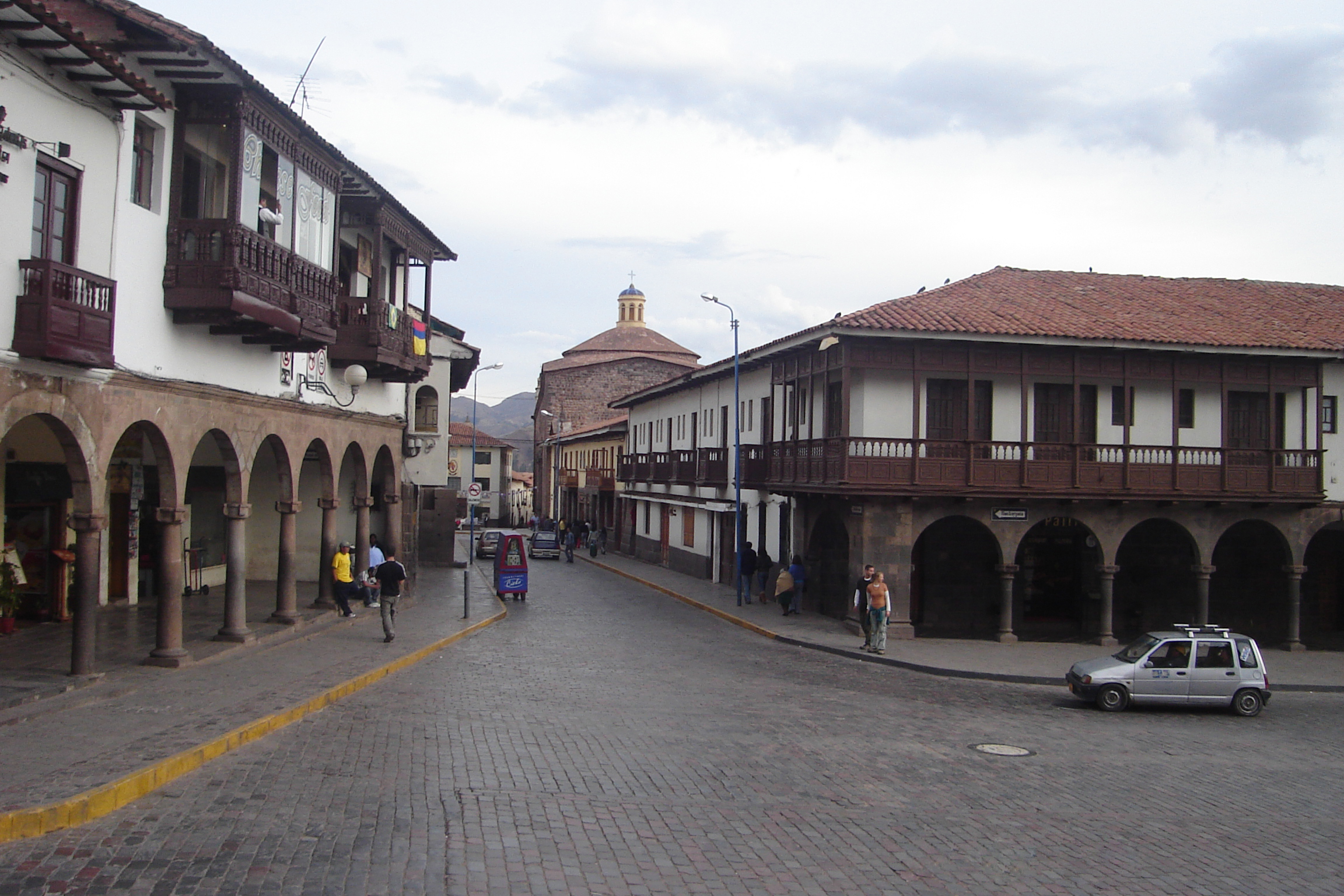
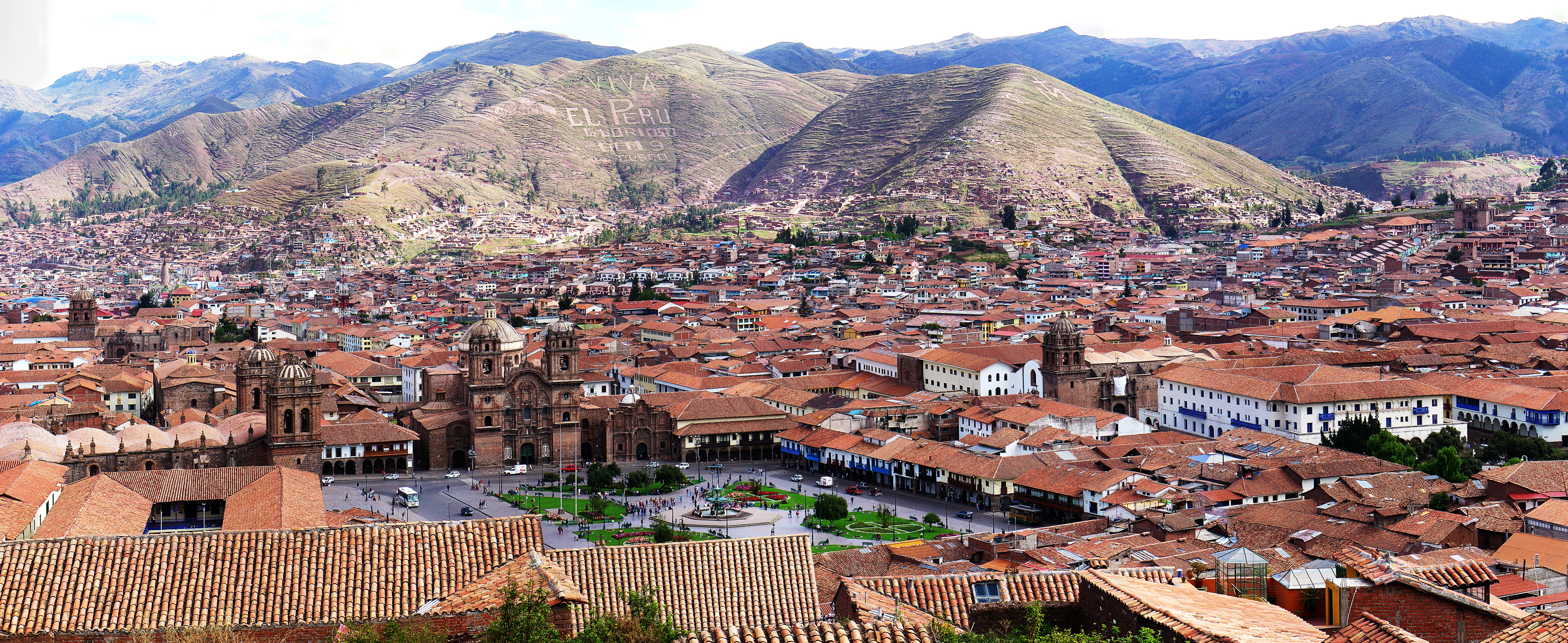
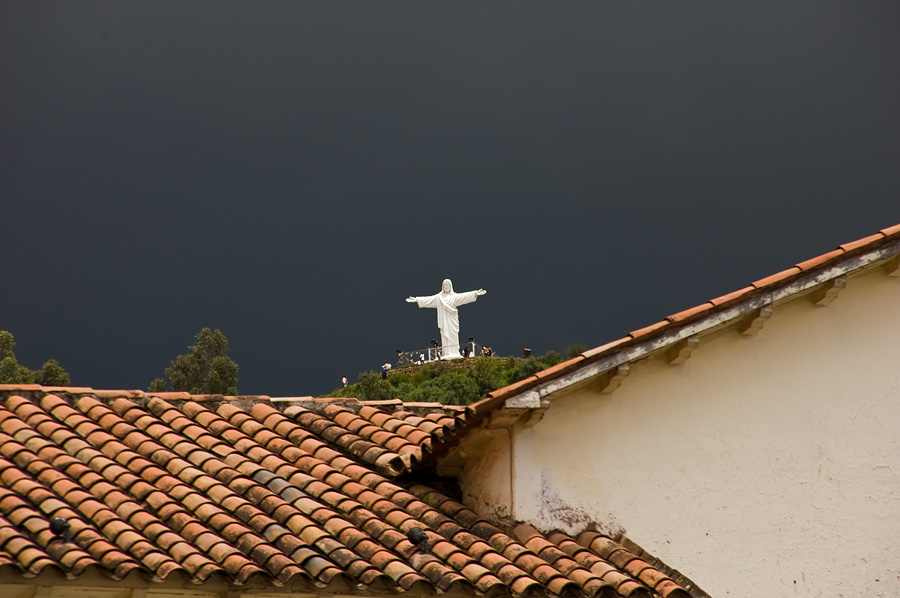
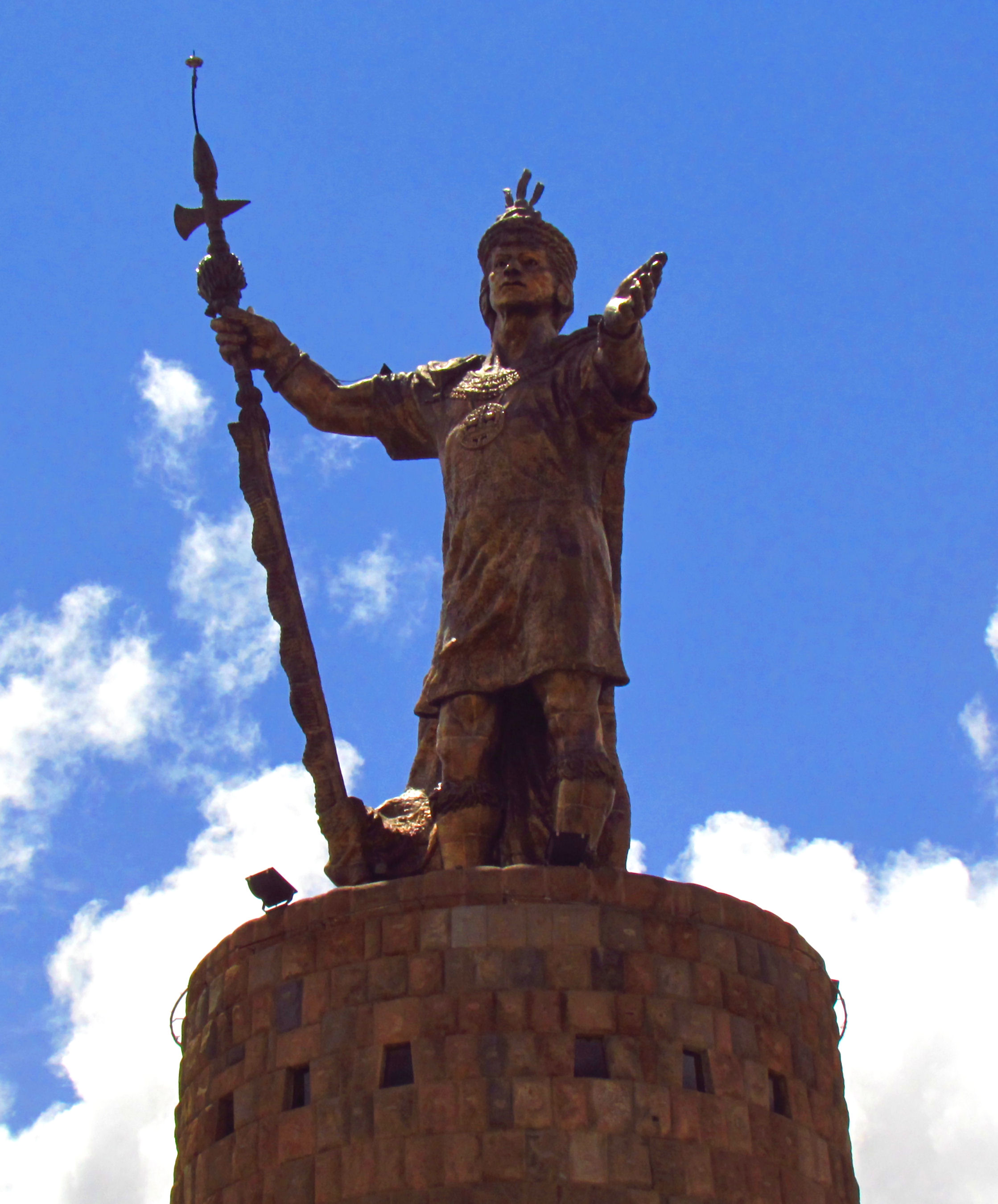